# Mary Coombs
Mary Clare Coombs (* 4. Februar 1929 in London, Vereinigtes Königreich; † 28. Februar 2022) war eine britische Informatikerin. Sie war weltweit die erste Frau, die eine Ausbildung zur Computerprogrammierung für Geschäftsanwendungen erhielt. Sie wurde 1952 als erste Programmiererin für den LEO-Computer eingestellt und gilt daher als erste kommerzielle Programmiererin.

## Leben und Werk
Coombs war die älteste Tochter von Ruth Blood und des Allgemeinmediziners William Blood. Sie besuchte die Mädchenschulen Putney High School und die St. Paul's Girls' School in Hammersmith. Anschließend studierte sie Französisch und Geschichte am damaligen Queen Mary College in London. Nach ihrem Abschluss unterrichtete sie ein Jahr lang Englisch und belegte eine Sekretariatsausbildung in Lausanne. Im August 1952 kehrte sie nach England zurück, um Französisch zu unterrichten. Da alle Lehrerstellen besetzt waren, nahm sie eine Aushilfsstelle im Eisverkaufsbüro der Lebensmittelkette J. Lyons and Co. an, die damals für seine 250 Teeläden auf den Britischen Inseln berühmt war.
Kurz darauf begann sie ein Management-Trainee im Statistikbüro des Unternehmens. Zu dieser Zeit interessierte sich J. Lyons & Co. für die Anwendung von Computertechnik im Geschäftsbetrieb. Das Unternehmen entwickelte einen Test, um Leute für die Programmierung des Lyons Electronic Office (LEO) zu finden. Coombs war die einzige Frau unter einem Dutzend interner Kandidaten, die sich bewarben. Von den zwölf Bewerbern wurden nur Coombs und ihr Kollege Frank Land eingestellt und begannen 1952 ihre Tätigkeit als Programmierer.

## Arbeit an dem  LEO-Computer

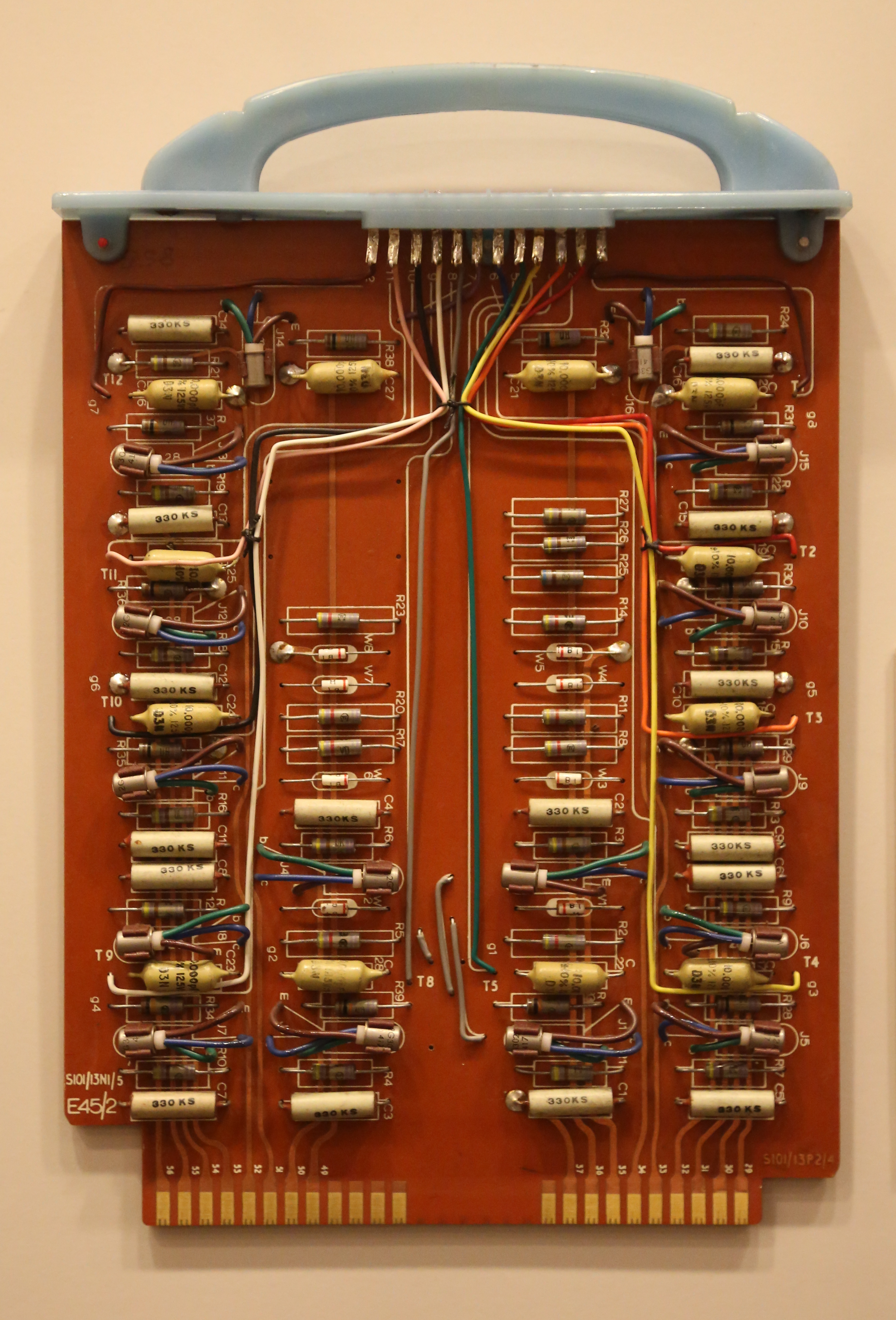
Foto einer LEO III-Computerplatine

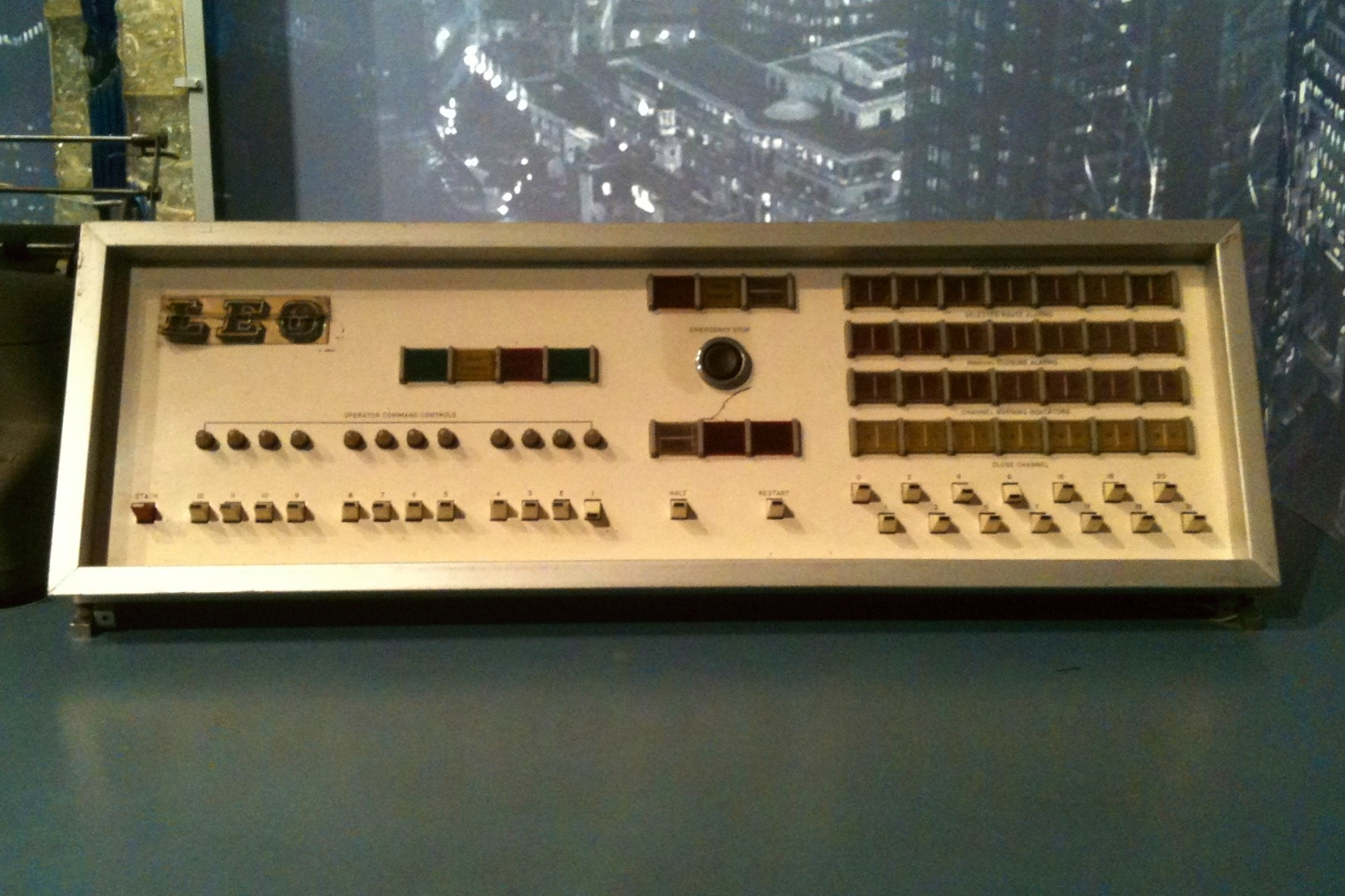
Modell des LEO III, wie es von der Möbelfirma Wedd Durlacher Mordaunt and Co. verwendet wurde

LEO war die Idee von John Simmons, einem Manager von Lyons, der den Vorstand kurz nach dem Zweiten Weltkrieg davon überzeugte, einen Computer für das Unternehmen zu finanzieren. Damals galten Computer als wissenschaftliche Werkzeuge und die Vorstellung, dass sie Lagerverwaltung, Vertrieb, Lohnbuchhaltung und sogar die Teemischung übernehmen könnten, die zuvor von Hand erledigt wurden, war neu. Lyons kaufte die Technologie von der Universität Cambridge, indem es die Entwicklung von EDSAC (Electronic Delay Storage Automatic Calculator), einem der ersten britischen wissenschaftlichen Computer, finanzierte, eine eigene Maschine baute und Geschäftsanwendungen entwickelte. Der raumgroße Computer, der auf thermionischen Röhren basierte und von Natur aus unzuverlässig war, war erst im Dezember 1953 vollständig fertig. Coombs verbrachte ihre ersten Monate mit dem Schreiben von Testprogrammen und arbeitete oft bis weit nach Mitternacht mit den Ingenieuren zusammen, um Probleme zu lösen. Die Lohn- und Gehaltsabrechnung für die 10.000 Lyons-Mitarbeiter war die nächste große Aufgabe. Das in einem einfachen alphanumerischen Code geschriebene Programm musste Lohnabrechnungen erstellen und dabei Steuerabzüge, Mitarbeiterdarlehen, Urlaubs- und Krankengeld berücksichtigen sowie die benötigten Bargeldbeträge für die Gehaltsabrechnungen berechnen. Coombs übernahm später dasselbe für den Ford-Konzern, einen von vielen Unternehmen, die LEO nutzten.
1954 gründete Lyons Leo Computers Ltd und begann mit der Herstellung von Computern für den Verkauf. Die erfahrenen Systemanalytiker wurden zu Beratern, die sowohl für die Entwicklung von Systemen für Kunden als auch für den Verkauf zuständig waren. Ihr ehemaliger Kommilitone Land wurde einer von ihnen, doch Coombs wurde nie eine Führungsposition angeboten. Coombs bildete einen Pool von Programmierern aus und leitete sie, spezifizierte Lohn- und Gehaltsabrechnungsprogramme für ein Konsortium lokaler Londoner Behörden und verbrachte einige Zeit in den Büros von British Oxygen.
Der Erfolg der externen LEO-Auftragsarbeit war so groß, dass Lyons 1954 die Leo Computers Ltd. gründete, um LEO-Computer an Unternehmen weltweit zu verkaufen. Der Anfang der 1960er Jahre eingeführte LEO III war ein damals hochmoderner Computer und ein früher Anwender der Transistortechnologie. Für den Leo III übersetzte Coombs Programme aus Maschinencode in die damals gebräuchliche englischsprachige Programmiersprache.
Coombs arbeitete an LEO I, II und III und wurde aufgrund ihrer Erfahrung für die Umschreibung der Programme von LEO II für LEO III verantwortlich. 1963 wurde LEO Teil von English Electric und 1968 ein Geschäftsbereich von International Computers Limited (ICL), die schließlich fusionierten.

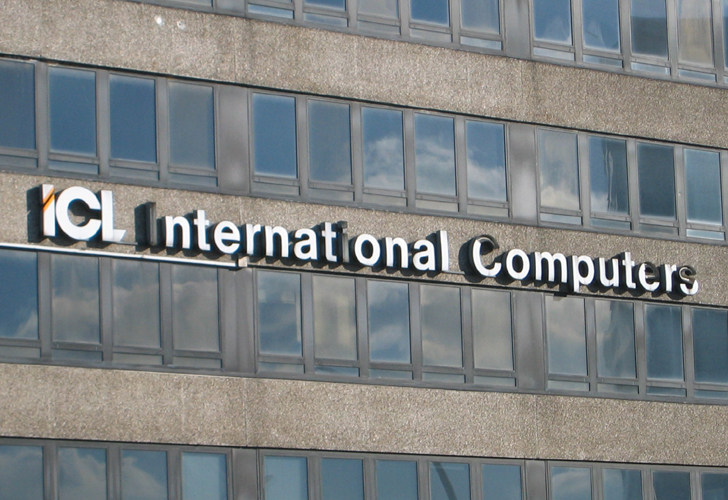
Ehemalige Büros von International Computers Limited in der Amsinckstraße 45, Hamburg

Coombs arbeitete bis Ende der 1960er Jahre weiterhin für ICL und verfasste Handbücher für deren Computersysteme. Erst Ende 1969 beendete sie ihre formelle Verbindung mit dem LEO-Team. Im September 1973 nahm Coombs ihre Vollzeitbeschäftigung als Grundschullehrerin wieder auf und schloss 1976 ein dreijähriges Aufbaustudium für das Lehramt ab. 1985 beendete sie ihre Lehrtätigkeit und arbeitete anschließend als Einkäuferin in der Wasseraufbereitungsbranche.
1955 heiratete sie John Coombs, der selbst kurzzeitig als Computerprogrammierer im LEO-Team arbeitete und 2012 verstarb. Zusammen bekamen sie eine Tochter, die im Alter von sechs Jahren starb. Von 1965 bis 1969 adoptierten sie drei Kinder.
2001 feierten Leo-Mitarbeiter den 50. Jahrestag des weltweit ersten computergestützten Bürojobs Bakery Valuations, der seit November 1951 routinemäßig auf LEO lief. Das Jubiläum rückte Coombs Rolle erstmals ins öffentliche Bewusstsein. Coomb wurde häufig zu Interviews für Printmedien, Radio und Fernsehen eingeladen und trug so dazu bei, eine weitgehend vergessene Episode der britischen Computergeschichte wieder zum Leben zu erwecken.
Coombs starb 2022 im Alter von 93 Jahren.